# Ectatomma vizottoi
Ectatomma vizottoi is een mierensoort uit de onderfamilie van de Ectatomminae. De wetenschappelijke naam van de soort is voor het eerst geldig gepubliceerd in 1987 door Almeida.